# Astobiza
Astobiza fue una entidad de población española de Lezama, perteneciente a la provincia de Álava, en la comunidad autónoma del País Vasco.

## Historia
Hacia 1915, el lugar, por entonces perteneciente al ayuntamiento de Lezama, tenía contabilizadas once casas. Aparece descrito en el tomo de la Geografía general del País Vasco-Navarro dedicado a Álava y coordinado por Vicente Vera y López con las siguientes palabras:

Astobiza.―Lugar distante de Lezama 5,017 metros, situado en el camino de la Venta de Urquillo á Areta, ocupando una altura elevada; limita, al N., con Barambio; al E., con Lezama; al S., con Inoso, y al O., con las gradas de Altube. Riega su término el río de este nombre y varios arroyos que descienden de las montañas. Tiene 11 casas; la población de hecho y de derecho es de 40 almas. Su parroquia, de categoría rural de segunda clase, está dedicada á Santa Marina y pertenece al arciprestazgo de Ayala. No tiene escuela pública y los niños asisten á la de Barambio, distante 500 metros. A principios del pasado siglo estaba poblado por más de cien personas, pero las luchas civiles fueron causa de la disminución de su vecindario. Pertenece á este lugar el aprovechamiento de 25 hectáreas del monte comunal de San Antón, plantado de robles. Existen en su término abundantes fuentes, algunas de muy buena calidad y otras con principios minerales.
(Vera y López, 1915-1921, pp. 590-591)